# Palacio de la Orden de San Juan de Jerusalén
El Palacio de la Orden de San Juan de Jerusalén es un palacio-fortaleza ubicado en el municipio español de Ambel, en la provincia de Zaragoza. 

## Historia
Ambel fue una de las encomiendas sanjuanistas más importantes de la zona. Ambel y su castillo existen desde el año 1137.
Ramón Berenguer IV, príncipe de Aragón y conde de Barcelona, cedió en 1151 las villas y castillos de Ambel y Alberite (entre otros lugares) a los templarios a cambio de Borja y Magallón.
Ambel pasó entonces a formar parte de la encomienda de Novillas hasta que, a partir de 1162, fue gobernada por comendadores propios.
Una vez desaparecidos los templarios, en 1308 pasó a manos de la Orden de San Juan de Jerusalén.

## Descripción
El actual palacio, iniciado en el siglo XIV, se levanta sobre el solar del castillo que existía en el lugar desde el siglo XII y forma un conjunto con la iglesia de San Miguel, a la que se encuentra adosado. 
Se distribuye como es típico en los palacios aragoneses de la época, alrededor de un patio interior y con tres plantas de altura. El acceso al patio se realiza a través de corredor desde la entrada. 
Lo habitual en este tipo de palacios es que en la planta baja se establezcan las estancias de servicio, como cuadras, cocinas, almacenes, etc. En la planta principal, la residencial, se pueden encontrar las estancias dormitorios y los grandes salones con artesonados sencillos del siglo XVI, y en la planta superior, habitualmente se reservaban como granero y almacén de alimentos. Este modelo ha venido manteniéndose invariable en todos los inmuebles aragoneses desde esa época.
La fachada norte corresponde a una ampliación realizada durante los siglos XVI-XVII, de aspecto muy sobrio por la solidez de sus muros. Consta de un cuerpo central que presenta notable retranqueo entre dos torres, que quizá fuesen en origen más altas, pero que fueron posteriormente rebajadas para igualar la altura de todo el conjunto.
El flanco oeste corresponde a una ampliación de los siglos XVII y XVIII, y presenta un retranqueo respecto a los pies de la iglesia, adosándose a la torre de Montserrat, junto a la que se ubica el acceso al palacio, en arco de medio punto. 
En la planta baja, existe una estancia donde se conservan restos de columnillas y arquerías con motivos del gótico tardío. En la planta principal, dos estancias conservan la techumbre mudéjar de vigas de madera, en bastante buen estado.
Llama la atención la existencia de multitud de grabados de aspecto tosco en los revocos de los muros de algunas de las estancias con inscripción de numerosas fechas de los siglos XVI y XVII, así como grabados de barcos donde ondean la bandera de la Orden.

## Catalogación
El Palacio de la Orden de San Juan de Jerusalén fue declarado Bienes de Interés Cultural en virtud de lo dispuesto en decreto 331/2001, de 4 de diciembre de 2001 publicada en el Boletín Oficial de Aragón del día 26 de diciembre de 2001.